# Пікуй (заказник)
Піку́й — ландшафтний заказник загальнодержавного значення в Україні. Розташований у межах Турківського району Львівської області, на південь/південний захід від села Верхнє Гусне. 
Площа 711 га. Статус присвоєно згідно з Постановою РМ України від 02.11.1984 року № 434. Перебуває у віданні ДП «Боринський лісгосп» (Либохорівське л-во, кв. 38-40 — 284 га); Верховинське л-во, кв. 22, 26-28 — 427 га). 
Розташований на північно-східних схилах гори Пікуй (1408 м) — найвищої точки Львівської області, в геоморфологічному районі Стрийсько-Сянської Верховини. Займає північні схили Вододільного хребта, який простягається від Ужоцького перевалу через гору Пікуй до Торунського перевалу. 
Охороняються еталонні для Українських Карпат корінні букові ліси віком 130–170 років на верхній межі свого природного розповсюдження (850–1070 м). Тут зростають також ялинові бучини. У багатому трав'яному покриві лісів зростають: вороняче око, живокіст серцеподібний, зірочник дібровний, а також цибуля ведмежа та лунарія оживаюча, занесені до Червоної книги України. 
Від лінії головного вододілу (1380 м) вниз по схилу до 1150 м ґрунт представлений осадочним відломочним матеріалом карпатського флішу, майже суцільно покритого півчагарником — чорницею. Також тут зростає ялівець сибірський. З відмітки 1150 м до 1050–1100 м ґрунт торф'янисто-буроземний завтовшки до 30 см, покритий криволіссям бука лісового. 
Багатий тваринний світ: ведмідь бурий, олень європейський, рись, кабан, куниця лісова, а також кіт лісовий, занесений до Червоної книги України. 
Заказник має наукову цінність та ґрунтозахисне значення.